# Odontodactylus latirostris
Odontodactylus latirostris es una especie de camarón mantis del género Odontodactylus de la familia de los Odontodactylidae. El nombre científico de la especie fue publicado por primera vez en 1907 por Borradaile.